# Конрад фон Эрлихсхаузен
Ко́нрад фон Эрлихсха́узен (Эльрихсха́узен; нем. Konrad von Erlichshausen; вероятно, 1390 или 1395, Эльрихсхаузен, около Заттельдорфа, Швабия — 7 ноября 1449, Замок Мариенбург) — 30-й великий магистр Тевтонского ордена с 1441 по 1449 год. Следующим великим магистром стал его двоюродный брат Людвиг фон Эрлихсхаузен.

## Биография

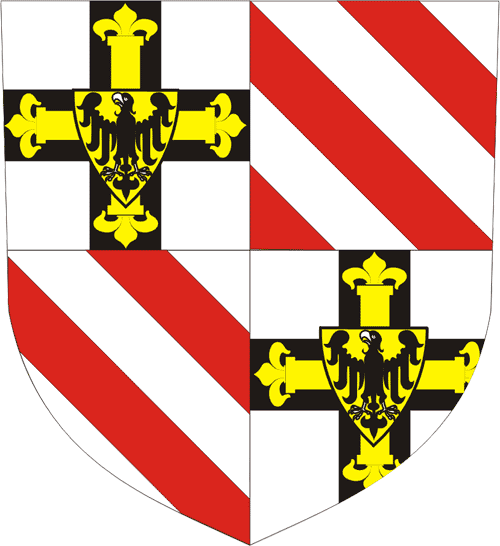
Герб великого магистра Конрада фон Эрлихсхаузена

Точная дата рождения неизвестна, вероятно, 1390 или 1395 год. Происходил из рода министериалов округа Крайсхайм-Фейхтванген, родился в Эльрихсхаузене (ныне часть Заттельдорфа, земля Баден-Вюртемберг).
Карьеру в Ордене начал в качестве фогта Роггенхаузена. В разное время был комтуром Рагнита, Торна и Альхауза. С 1432 по 1439 год занимал должность великого комтура, с 1434 по 1436 год — маршала Ордена.
После поражения при Грюнвальде 1410 года Орден был вынужден согласиться на условия Торунского мира, обязывающие его выплатить Королевству Польскому большую контрибуцию, выплата которой привела государство крестоносцев на грань финансового краха. Орден был вынужден поднять налоги, что вызвало недовольство населения и рост оппозиции. Наибольшую силу представляли ганзейские города Пруссии, которые 14 марта 1440 года организовали Прусскую конфедерацию.
Будучи ещё на посту маршала Ордена, Эрлихсхаузен расширил права городов на рыбную ловлю и пользование лесом.
Конрад фон Эрлихсхаузен вступил в конфликт с великим магистром Паулем фон Русдорфом, после чего был понижен в должности. Он присоединился к недовольной правлением фон Русдорфа оппозиции, деятельность которой вынудила великого магистра подать в отставку (2 января 1441).
В том же году новым великим магистром был выбран Конрад фон Эрлихсхаузен. Он попытался провести внутренние реформы, вёл переговоры с Прусской конфедерацией. В 1443 году Конрад издал гандфесте, которым официально закладывал город Арис площадью 790 тыс. гектар. 20 февраля 1444 года великий магистр восстановил городские права Сенсбурга. В тот же год основал Краусендорф (пол.) около Растенбурга.
В второй половине 1440-х вел военные действия против Новгорода, пытаясь привлечь себе в союзники датского короля Христиана, а также организовать торговую блокаду Новгорода силами Ганзы.
Конрад фон Эрлихсхаузен скончался 7 ноября 1449 года в Мариенбурге и был похоронен там же в усыпальнице великих магистров Ордена в часовне св. Анны.